# Casearia Invernizzi
La Casearia Invernizzi è un'azienda casearia italiana, appartenente dal 2003 al gruppo francese Lactalis.

## Storia
La società fu fondata da Giovanni Invernizzi nel 1908 e nel 1914 acquisì uno stabilimento vicino alla Galbani, a Melzo. 
Nel 1963 contava 850 addetti alla lavorazione dei latticini nello stabilimento di Caravaggio, acquisito nel 1928.
Dopo la morte di Giovanni la società passò al figlio Romeo Invernizzi (1906-2004) che migliorò l'azienda trasformandola in una casearia, specializzata nei formaggi freschi. Nel 1985 l'impresa fu rilevata dalla Kraft Foods, che nel 2003 la rivendette alla Lactalis.
Il 5 febbraio 2014 la Lactalis annunciò la chiusura dello stabilimento di Caravaggio.